# Arnold von Lasaulx

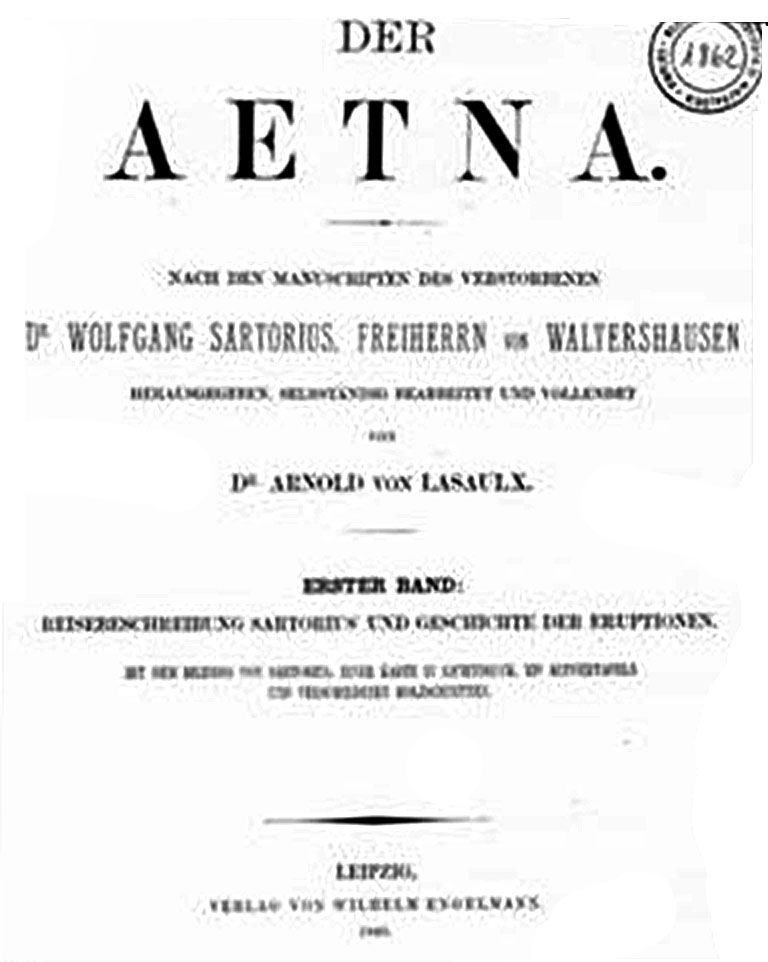
Portada de la obra finalizada por Arnold von Lasaulx, Der Aetna.

Arnold Constantin Peter Franz von Lasaulx (14 de junio de 1839 - 25 de enero de 1886) fue un geólogo alemán especializado en mineralogía y petrografía.
Nació en la pequeña localidad alemana de Kastellaun, cerca de Coblenza, y estudió en la Universidad Humboldt de Berlín, donde obtuvo su doctorado en el año 1868. En 1871 fue nombrado profesor de mineralogía en Breslau, y en 1880 profesor de mineralogía y geología en Bonn. Fue distinguido por sus investigaciones sobre minerales y sobre cristalografía, y fue uno de los primeros trabajadores en petrografía microscópica. En 1876 estudió un mineral que se encontraba en la colección de minerales del museo de Breslau clasificado como vivianita de España,  descubriendo que era un silicato y que no contenía fósforo. Lo consideró una especie mineral nueva, para la que propuso el nombre de aerinita. Describió en 1878 las rocas eruptivas de la comarca de Sarre y Mosela. Acuñó el término troctolita para una roca ultramáfica rica en plagioclasa cálcica y olivino. Tras sus estudios y observaciones realizados entre 1834 y 1869, en 1880 editó Der Aetna basándose en los manuscritos del estudio inicial no acabado del doctor Wolfgang Sartorius von Waltershausen. Fue autor de Element der Petrographie (1875), Einführung in die Gesteinslehre (1885), y Précis de pitrographie (1887). Murió en Bonn en enero de 1886.

## Trabajos
- Petrographische Studien an den vulkanischen Gesteinen der Auvergne (Stuttgart, 1868–71)
- Das Erdbeben von Herzogenrath vom 22. Okt. 1873 (Bonn, 1874)
- Das Erdbeben von Herzogenrath vom 24. Juni 1877 (Bonn, 1878)
- Elemente der Petrographie(Bonn, 1875)
- Über vulkanische Kraft (1875)
- Aus Irland, Reiseskizzen und Studien (Bonn, 1877)
- Sizilien. Ein geographisches Charakterbild (Bonn, 1879)
- Der Ätna, nach Sartorius v. Waltershausens nachgelassenen Manuskripten selbständig herausgegeben, bearbeitet und vollendet (Leipzig, 1880)
- Die Bausteine des Kölner Doms (Bonn, 1882)
- Einführung in die Gesteinslehre (Berl, 1886)
- Irland und Sizilien (Berlín, 1883)
- Wie das Siebengebirge entstand (1884)